# Daniel Carlos Silva Anjos
Daniel Carlos Silva Anjos (sinh ngày 23 tháng 11 năm 1979) là một cầu thủ bóng đá người Brasil.

## Sự nghiệp câu lạc bộ
Daniel Carlos Silva Anjos đã từng chơi cho Kawasaki Frontale.

## Thống kê câu lạc bộ

### J.League
| Đội               | Năm       | J.League | J.League | J.League Cup | J.League Cup | Tổng cộng | Tổng cộng |
| Đội               | Năm       | Trận     | Bàn      | Trận         | Bàn          | Trận      | Bàn       |
| ----------------- | --------- | -------- | -------- | ------------ | ------------ | --------- | --------- |
| Kawasaki Frontale | 2001      | 5        | 1        | 0            | 0            | 5         | 1         |
| Tổng cộng         | Tổng cộng | 5        | 1        | 0            | 0            | 5         | 1         |